# Câzlar-aga
Câzlar-aga (în limba turcă otomană: قيزلر اغاسی) era un înalt dregător în ierarhia administrației otomane, însărcinat cu paza haremului. Odată cu intensificarea  – în secolele al XVII-lea și al XVIII-lea – a subordonării Moldovei și Țării Românești față de Imperiul Otoman, câzlar-aga era unul dintre dregătorii otomani care aveau influență în problema numirii domnilor acestor două țări.